# Náplavka
Náplavka je pobřežní plocha či komunikace v nižší úrovni než vlastní nábřeží. Může být přírodního charakteru nebo může být součástí říční navigace. Počítá se u ní s občasným zaplavením. Náplavky mohou sloužit pro přistávání a kotvení lodí a jiných plavidel, pro procházky a rekreaci, pro cyklostezky, případně pro zimní deponaci odklizeného sněhu, jako lodní nákladiště atd. Restaurace či prodejny mohou být umístěny na plovoucích zařízeních, případně ve stáncích, které je v případě povodně možno odvézt nebo je zajistit proti vytopení. Náplavka obvykle bývá spojena s nábřežím nebo s mosty různými schodišti a pěšími i sjízdnými rampami. 
Náplavka je zdrobnělina od slova náplava, v původním významu šlo o označení naplaveniny, tj. materiál, který přinesla voda, tedy zpravidla o mírné břehy charakteru pláže, které plynule sestupovaly do vodního toku a umožňovaly tak přístup k vodě. 

## Významné náplavky v Česku
V Praze jsou náplavky vltavských nábřeží oblíbeným centrem společenského života, kde se pořádají kulturní akce, farmářské trhy apod. Oblíbená jsou zejména horní novoměstská náplavka Rašínova nábřeží a protější smíchovská u Hořejšího nábřeží, kde byly pro poskytnutí zázemí zrekonstruovány kobky, prostory uvnitř nábřežních zdí, které slouží jako restaurace, galerie, dílny apod.
V Karlových Varech za Dolním nádražím byl v roce 2022 otevřen nový rekrečační park s názvem Náplavka Ohře. 

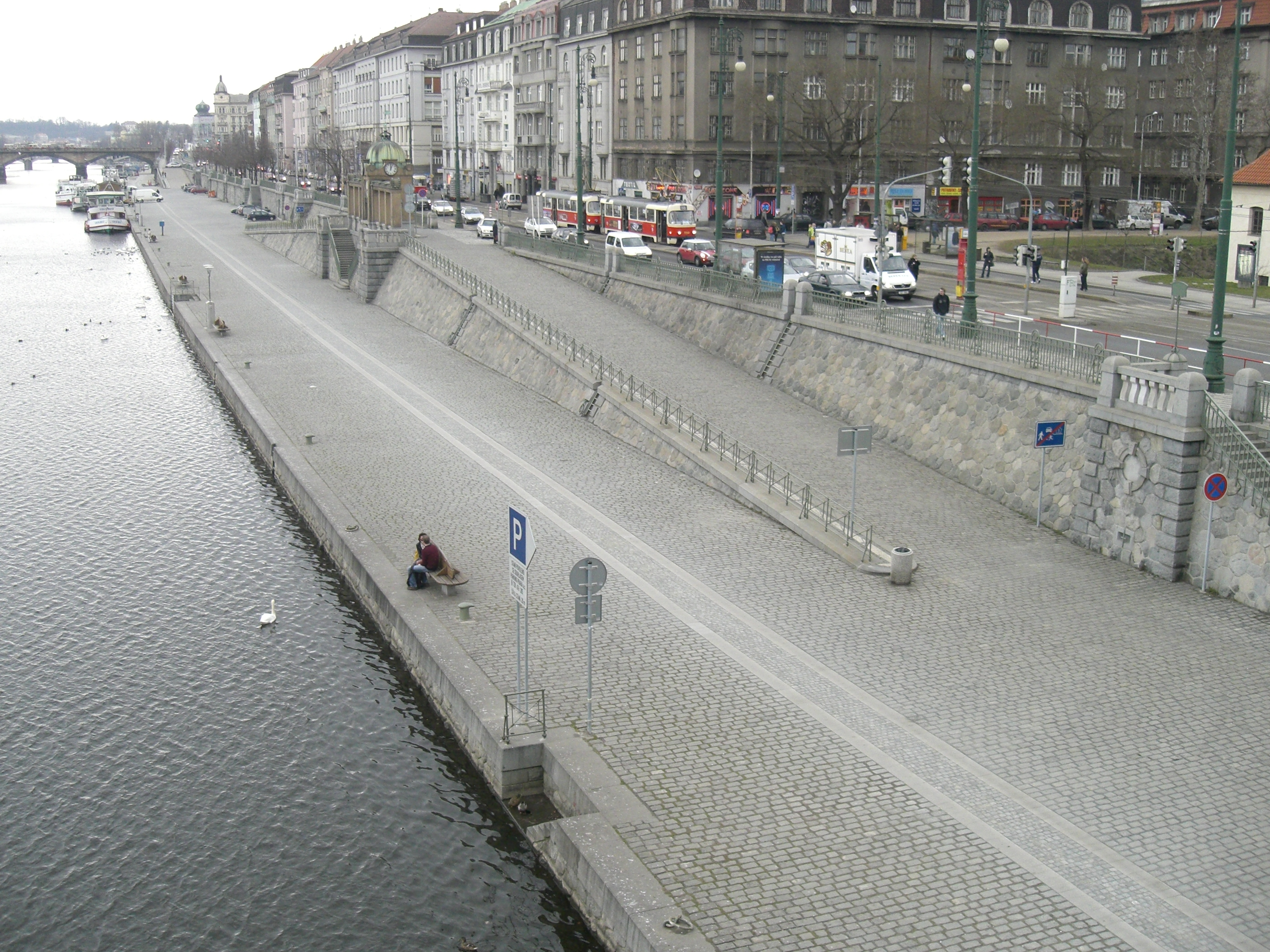
Vltavská náplavka v Praze u Rašínova nábřeží v Podskalí na Výtoni (2008)
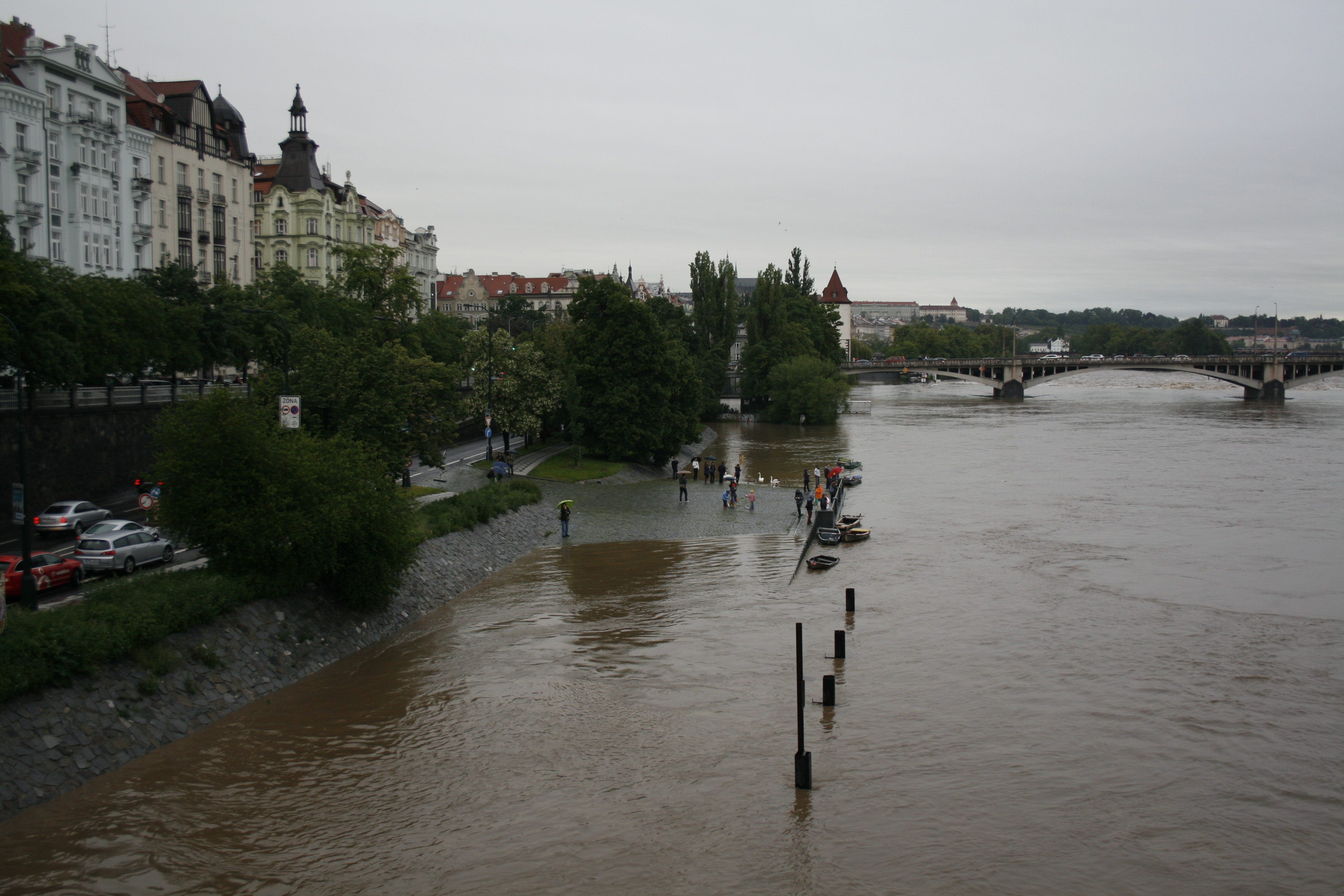
Náplavka v Praze na Smíchově u Nábřežní ulice, zaplavená při povodni v červnu 2013
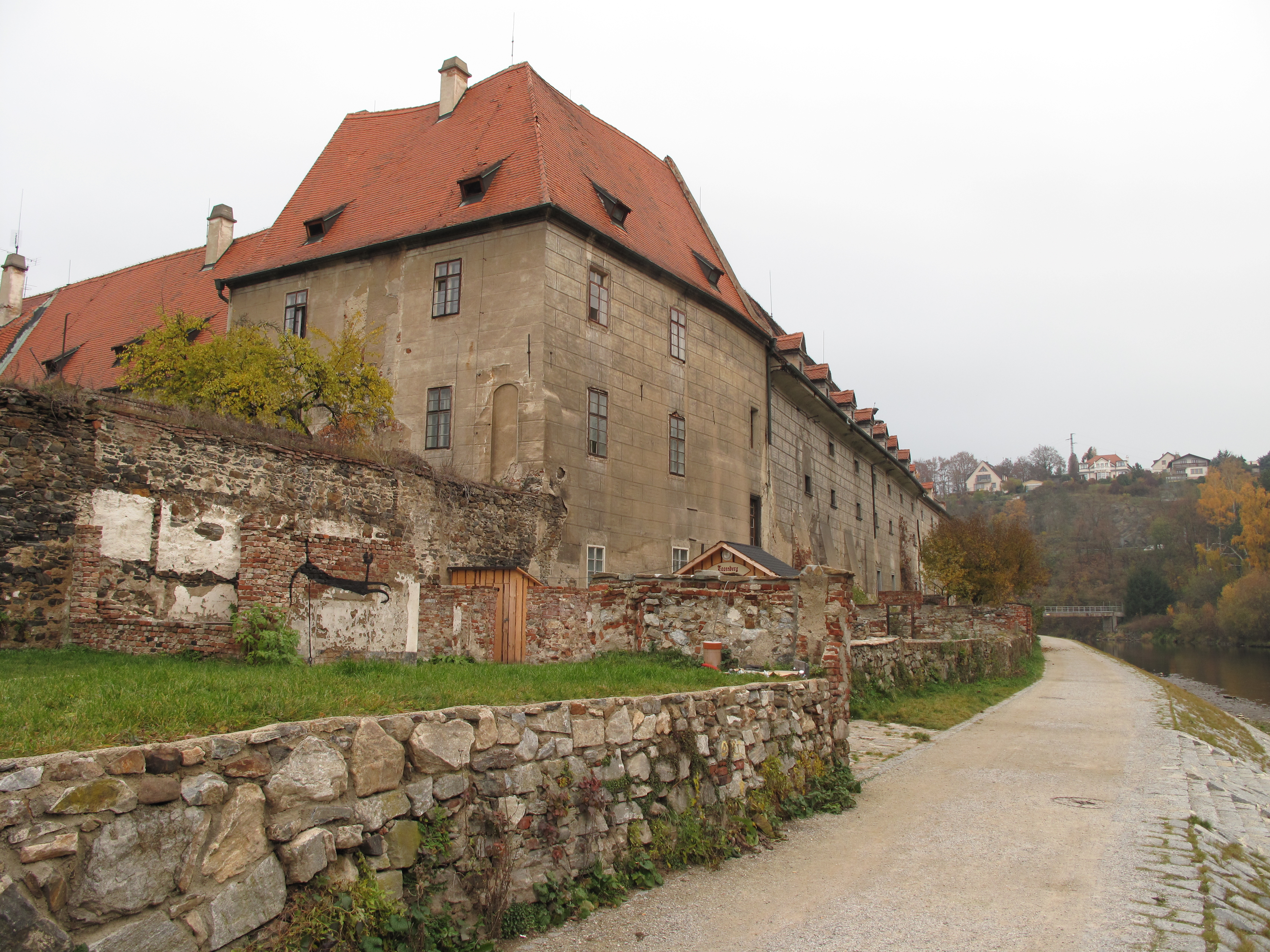
Český Krumlov, ulice Náplavka (2011)

## Významné náplavky ve světě

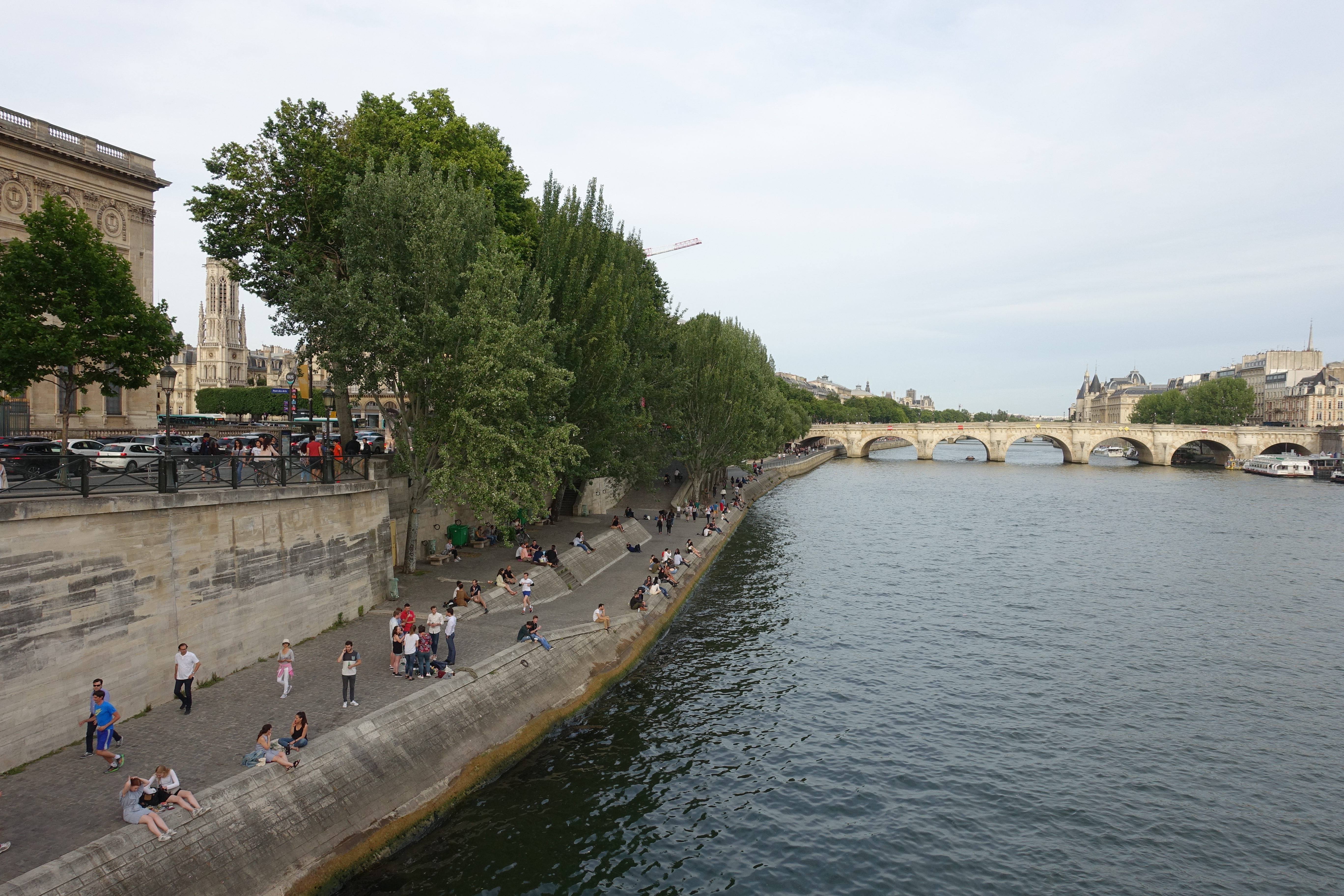
Náplavka u Pont des Arts, Paříž (2017)
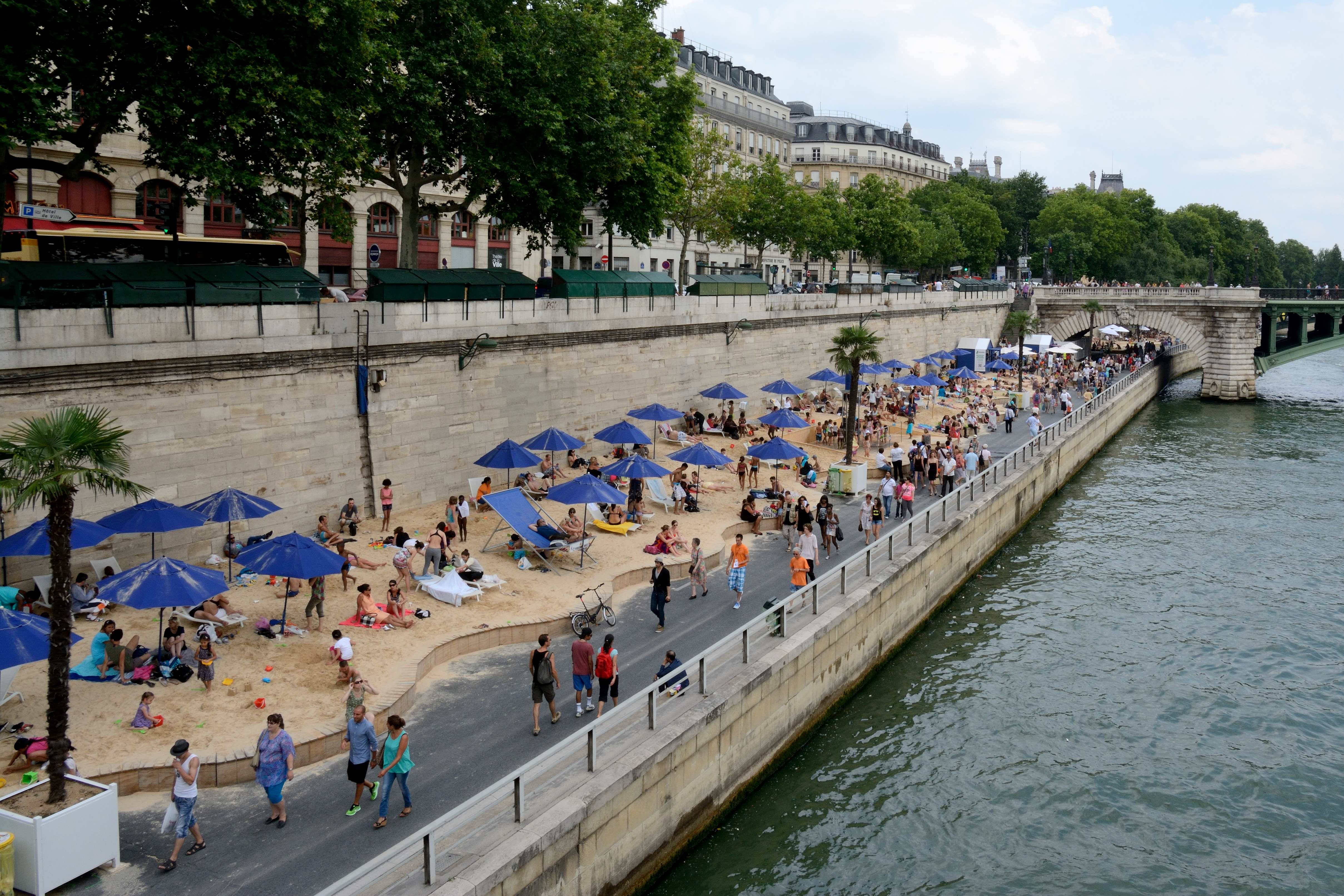
Pláž na pařížské náplavce (2013)
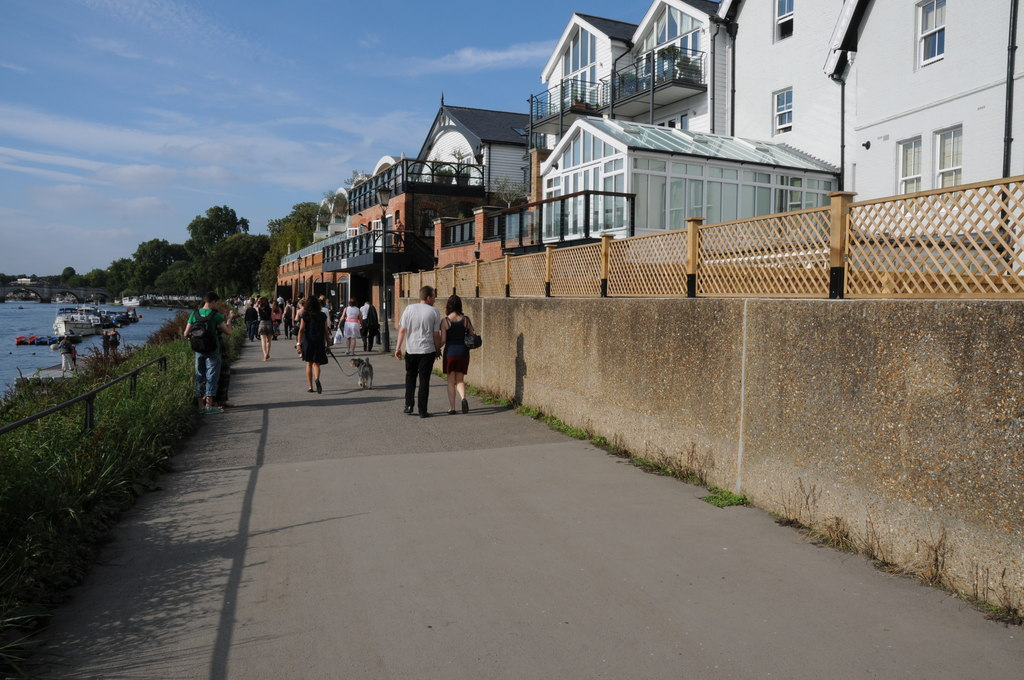
Náplavka na Temži, Londýn, Richmond (2011)
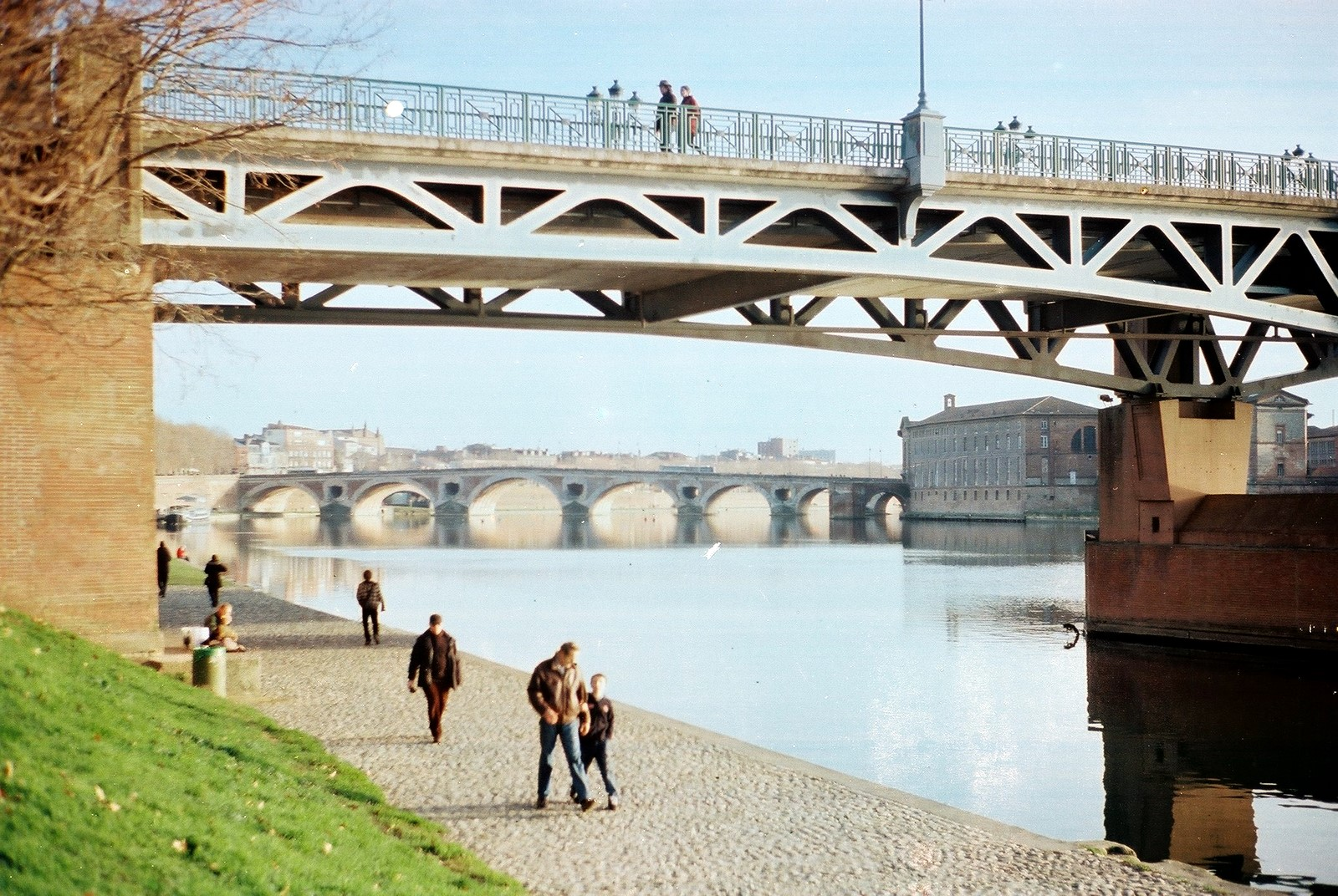
Náplavka v Toulouse (Francie, 2011)